# Festuca sodiroana
Festuca sodiroana là một loài cỏ thuộc họ Poaceae.
Loài này chỉ có ở Ecuador.